# Oleg Zernikel
Oleg Zernikel (Almaty, Kazajistán, 16 de abril de 1995) es un deportista alemán que compite en atletismo. Ganó una medalla de bronce en el Campeonato Europeo de Atletismo de 2024, en la prueba de salto con pértiga.

## Palmarés internacional
| Campeonato Europeo | Campeonato Europeo | Campeonato Europeo | Campeonato Europeo |
| Año                | Lugar              | Medalla            | Prueba             |
| ------------------ | ------------------ | ------------------ | ------------------ |
| 2024               | Roma (Italia)      | Medalla de bronce  | Salto con pértiga  |